# Samuel Joaquín Flores
Samuel Joaquín Flores (14 februari 1937 - 8 december 2014) was een Mexicaanse religieuze leider en leider van de kerk La Luz del Mundo, gesticht door zijn vader Eusebio Joaquín González, vanaf 1964 tot aan zijn dood.

## Biografie
Samuel Joaquín werd geboren op 14 februari 1937 als de jongste van acht broers en zussen. Hij werd de leider van La Luz del Mundo op 27-jarige leeftijd na de dood van zijn vader. Hij zette het verlangen van zijn vader naar internationale expansie voort door veel buiten Mexico op zendingsreis te gaan Op 17 mei 1962 trouwde Flores met Eva García López, in Guadalajara, met wie hij acht kinderen had: Benjamin, Israël, Azael, Rahel, Naasón Merarí, Bathsheba, Uzziel en Atlaí. 
Hij was predikant in de kerk tot na de dood van zijn vader, op 9 juni 1964. Hij werd toen de hoogste leider van de religieuze gemeenschap.
Onder zijn leiding werd de kerk uitgebreid naar Costa Rica, Colombia en Guatemala. Ook werd de tempel vervangen de eerste en kleine tempel in Hermosa Provincia werd gesloopt en vervangen door een grotere in 1967.
De kerk breidde zich tussen 1990 en 2010 ook uit naar landen als het Verenigd Koninkrijk, Nederland, Zwitserland, Ethiopië en Israël. In Mexico had de kerk volgens de INEGI - telling in 2010 188.326 volgers. Samuel Joaquín hield toezicht op de bouw van scholen, ziekenhuizen en andere sociale diensten. Tegen het einde van de bediening van Samuel Joaquín was La Luz del Mundo aanwezig in vijftig landen.

## Overlijden
Samuel Joaquin Flores stierf op 8 december 2014 in zijn huis in de wijk Beautiful Province, op 77 -jarige leeftijd. Zijn begrafenis werd bijgewoond door leden van de kerk uit verschillende landen over de hele wereld en de gouverneur van Jalisco, Aristoteles Sandoval en de burgemeester van de gemeente Guadalajara, Ramiro Hernandez. Na zijn dood kreeg zijn zoon Naasón Merari Joaquín García de leiding over de kerkgemeenschap La Luz del Mundo.